# Skałki (Garb Tenczyński)
Skałki – wzgórze o wysokości 326,4 m n.p.m. Znajduje się na Garbie Tenczyńskim w zachodniej części miejscowości Tenczynek (części wsi Skałki) w województwie małopolskim.

## Galeria

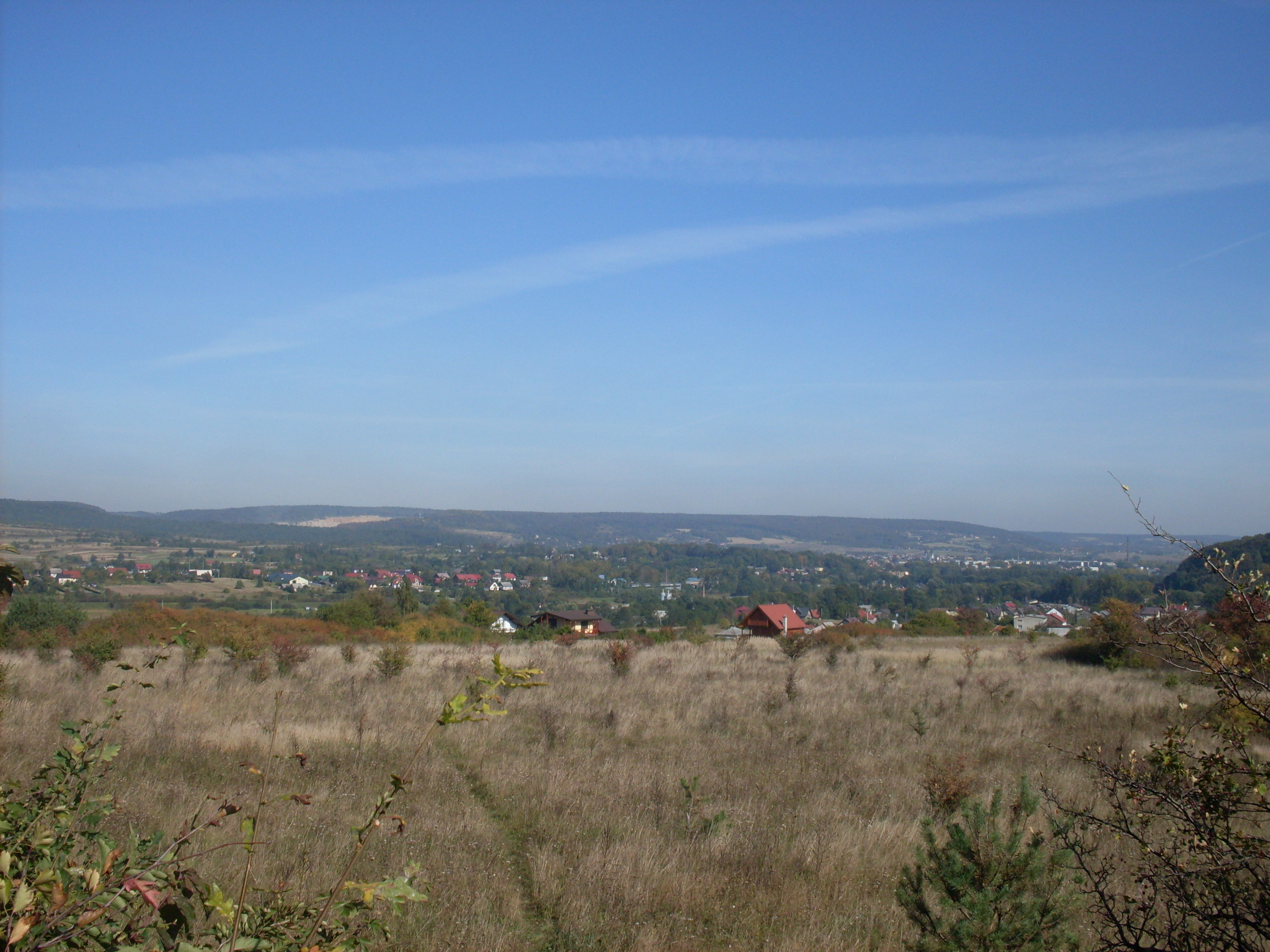
Widok ze Skałki w stronę północno-wschodniej – Krzeszowic
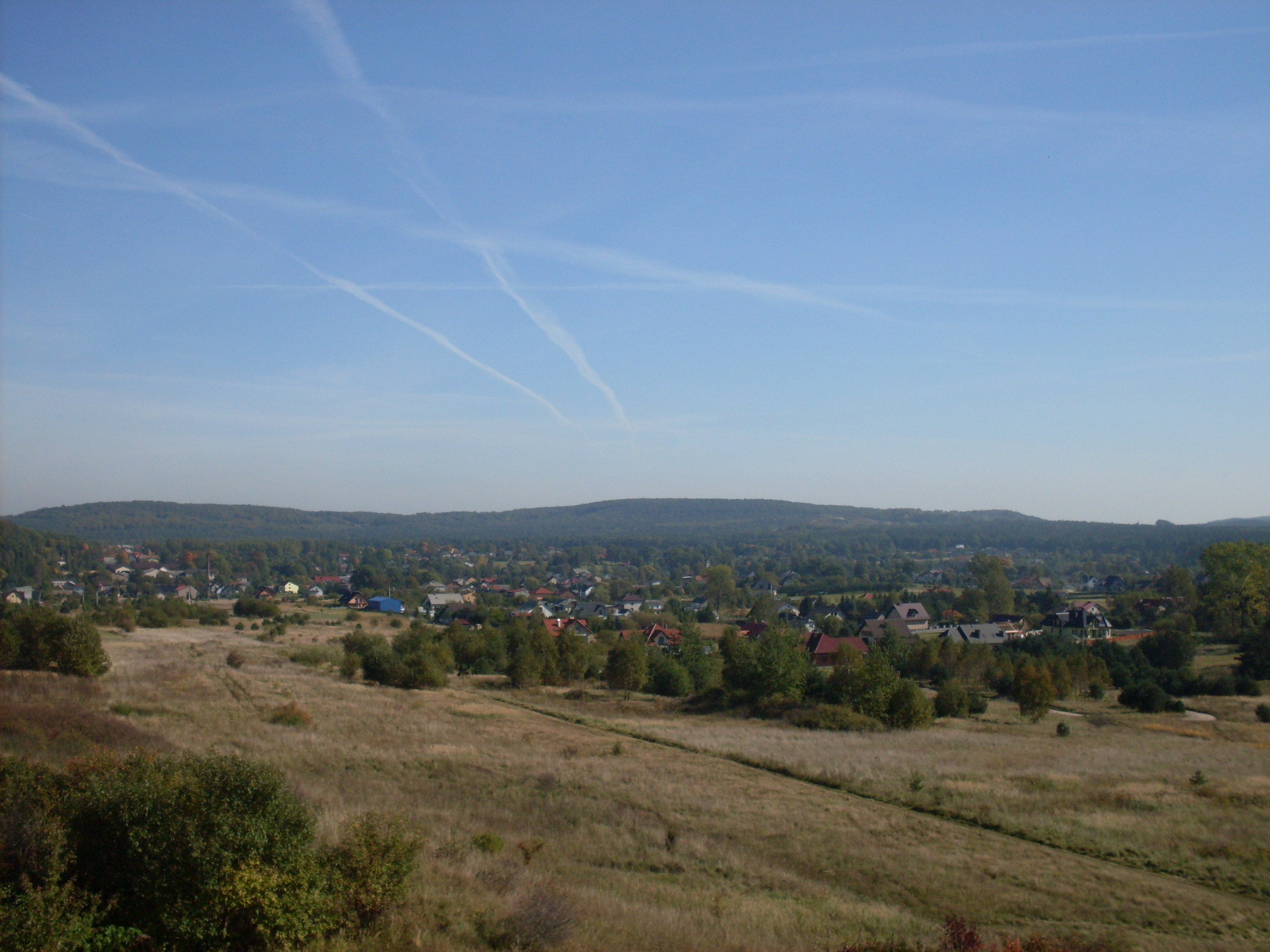
Widok ze Skałki w stronę południowo-wschodniej – Tenczynka
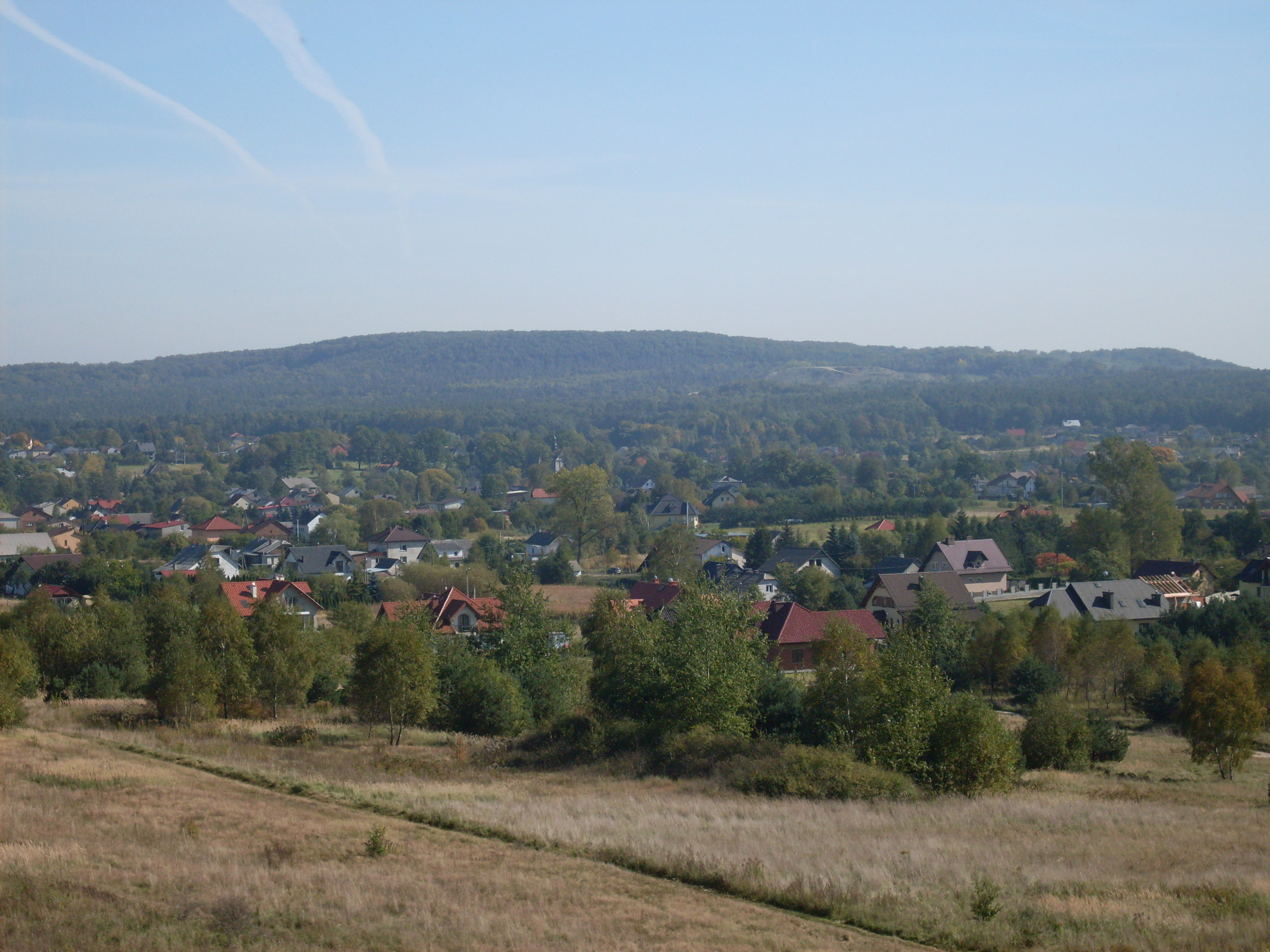
Widok ze Skałki na części wsi Tenczynka: Wilk, Podgórki; w tle Góra Czerwieniec i Niedźwiedzia Góra
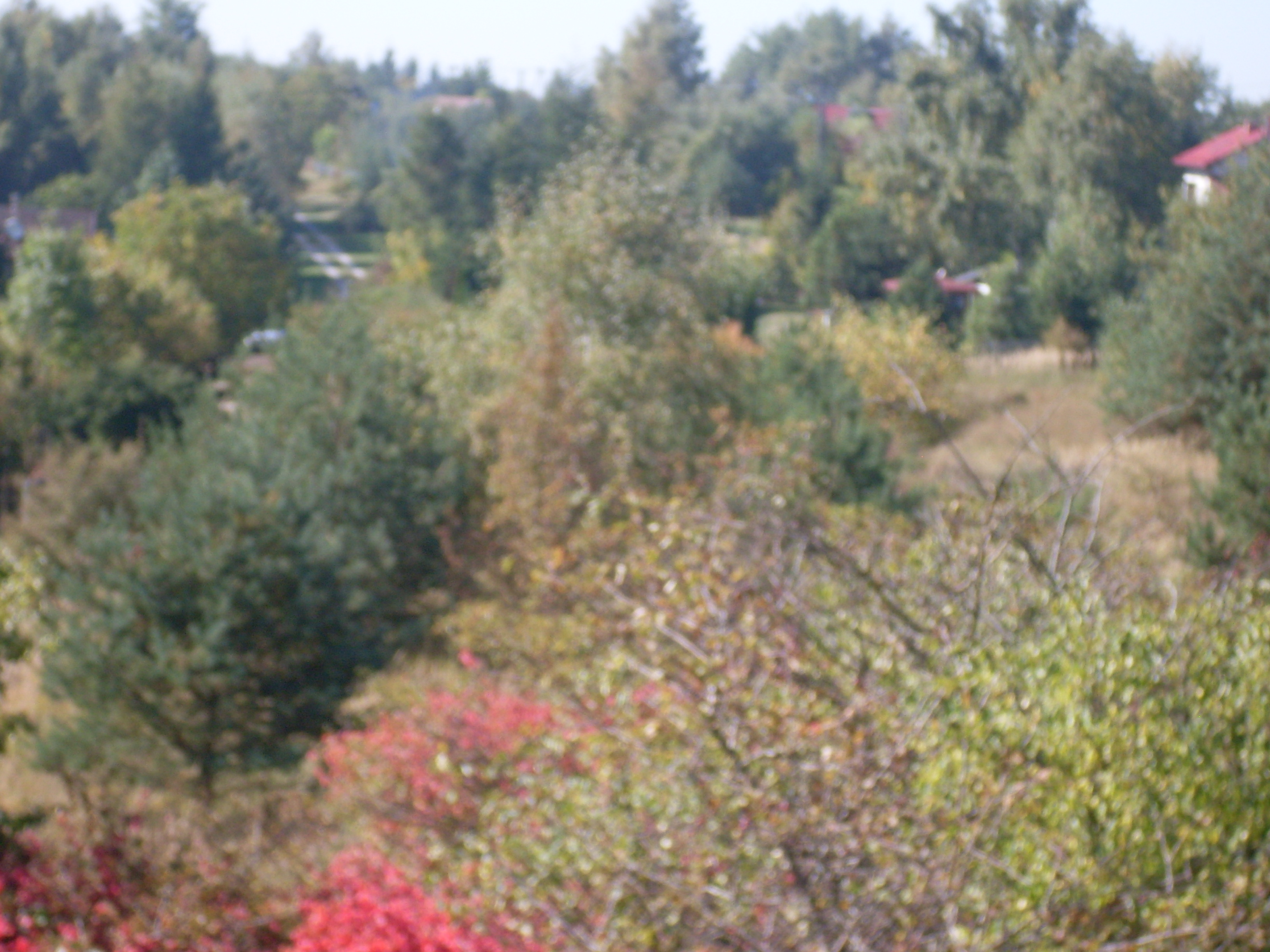
Widok ze Skałki w stronę północno-zachodnią – Enklawa. Działki w Tenczynku
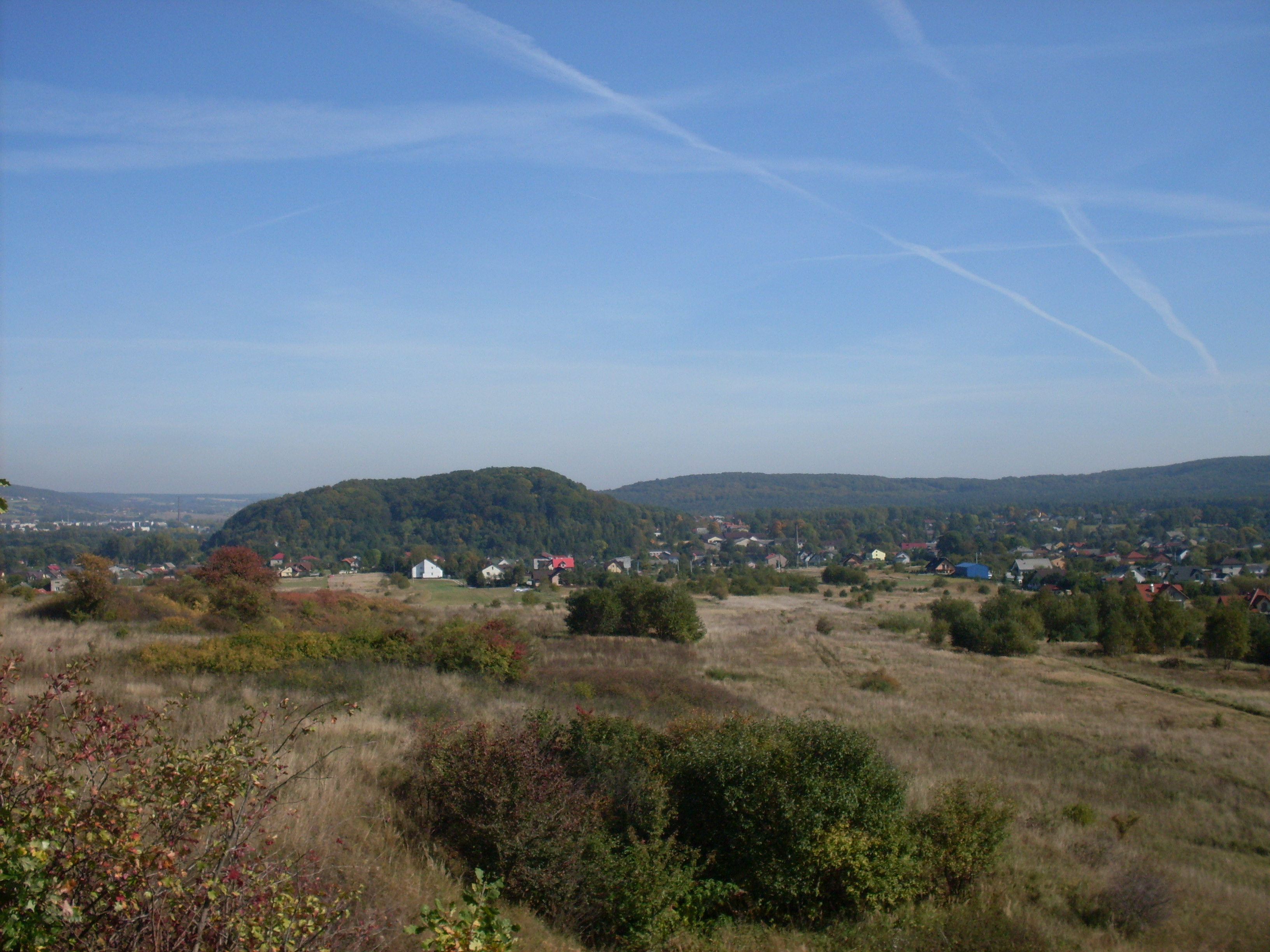
Widok ze Skałki w stronę wschodnią – w tle Góra Buczyna w Tenczynku